# استیو کافمن
استیو کافمن (به انگلیسی: Steve Kaufmann) دیپلمات سابق کانادایی، زبان‌شناس و تئوریسین آموزش زبان است. کافمن قادر است به ۱۶ زبان مختلف به شیوایی سخن بگوید. او کانالی در یوتیوب دارد که در آن راه‌های یادگیری زبان‌های خارجی را به دیگران آموزش می‌دهد.

## زبان‌ها
کافمن به ۱۶ زبان انگلیسی، فرانسوی، ماندارین (چینی ساده شده)، ژاپنی، آلمانی، اسپانیایی، روسی، پرتغالی، چکی، رومانیایی، کانتونی، سوئدی، ایتالیایی، کره‌ای، اوکراینی و در آخر لهستانی به صورت روان صحبت می‌کند. در بعضی از این موارد کافمن دایره واژگان گسترده‌ای دارد. وی در حال یادگیری زبان عربی و فارسی است.

## آثار
کافمن تا به حال کتاب‌های زیر را در مورد زبان آموزی منتشر کرده‌است.
1. راه زبان‌شناس: یک اودیسه زبان آموزی[۲][۳]
2. زبان‌شناس: یک راهنمای شخصی برای یادگیری زبان[۴][۵]